# Lubény
Lubény (1899-ig Lubenyik, szlovákul: Lubeník) község Szlovákiában, a Besztercebányai kerületben, a Nagyrőcei járásban.

## Fekvése
Nagyrőcétől 6 km-re délkeletre, a Szlovák Érchegységben, a festői Murányi-völgyben, a Murány-patak partján fekszik.

## Története
1427-ben „Lwbnyk” néven említik először. Jolsva, majd Murány várának tartozéka volt. A népi hagyomány szerint neve a szlovák ľúbit szóval van összefüggésben, Wesselényi Ferenc és Széchy Mária szerelmével van kapcsolatban. 1435-ben „Lwbenyk”, 1554-ben „Lwbonyk Lehota”, 1651-ben „Lubownyik” alakban szerepel az írott forrásokban. A 16. századtól a murányi váruradalom része. 1566-ban megtámadta és felégette a török. Már a középkortól kohók és vashámorok működtek területén. 1557-ben három hámor és öt kohó működött itt. A 17. században lakói sokat szenvedtek a kuruc harcoktól.
A 18. század végén Vályi András így ír róla: „LUBENYIK. Tót falu Gömör Várm. földes Ura G. Koháry Uraság, lakosai külömbfélék, fekszik Jolsvának szomszédságában, és annak filiája, határja rozsot, és zabot terem, réttye jó, legelője kevés, fája tűzre van, keresetre módgya Jolsván, és a’ vas műhelyekben.”
1828-ban 40 háza és 351 lakosa volt. A 19. század közepén Fényes Elek eképpen írja le: „Lubenyik, tót falu, Gömör és Kis-Honth egyesült vmegyében, Jolsvához északra egy kis órányira: 50 kath., 301 evang. lak. Határa szük s részint hegyes, részint róna; az itt ásatott foszló agyagot (argilla schisti) a közellévő vashámorokba hordják. F. u. h. Coburg. Ut. p. Rosnyó.”
Vaskohászata különösen a 19. században indult gyors fejlődésnek. 1897-ben kezdtek itt magnezitet bányászni, azóta jelentős magnezitipar fejlődött ki.
Borovszky Samu monográfiasorozatának Gömör-Kishont vármegyét tárgyaló része szerint: „Lubenyik, a murányi völgyben fekvő tót kisközség, 70 házzal és 608 ág. ev. h. vallású lakossal. Körjegyzőségi székhely. 1427-ben e község Lwbnyk néven van említve, mint Jolsva tartozéka. Földesurai a Koháryak voltak, utánuk meg a Coburg herczegi család. Az idetartozó Hisnyóvízen van hisnyai Heinzelmann Alfréd nagyszabású vasgyára és olvasztója. A községben levő csinos úrilak szintén a gyáros tulajdona. Az ág. h. ev. templom 1825-ben épült. A község postája, távírója és vasúti állomása Hisnyóvíz.”
A trianoni diktátumig Gömör-Kishont vármegye Nagyrőcei járásához tartozott.

## Népessége
| Év:            | 1994. | 2004.   | 2014.  | 2024.   |
| -------------- | ----- | ------- | ------ | ------- |
| Emberek száma: | 1244  | 1280    | 1312   | 1254    |
| Eltérés:       |       | +2,89 % | +2,5 % | -4,42 % |

| Év:            | 2023. | 2024.   |
| -------------- | ----- | ------- |
| Emberek száma: | 1265  | 1254    |
| Eltérés:       |       | -0,86 % |

1910-ben 885-en, többségében szlovákok lakták, jelentős magyar kisebbséggel.
2001-ben 1289 lakosából 1123 szlovák, 99 cigány és 55 magyar.
2011-ben 1313 lakosából 1088 szlovák, 109 cigány és 39 magyar.

## Külső hivatkozások
- Lubenik.sk
- Községinfó
- Lubény Szlovákia térképén
- Travelatlas.sk
- Tourist-channel.sk
- E-obce.sk Archiválva 2007. október 14-i dátummal a Wayback Machine-ben